# Elecciones presidenciales de Estados Unidos de 2008
La elección a presidente de los Estados Unidos de 2008 tuvo lugar el miércoles 4 de noviembre de ese año. La elección determinó a los electores del Colegio Electoral de Estados Unidos y el candidato presidencial que recibió la mayoría de los votos (270) por parte del Colegio Electoral para ser el 44.º presidente de los Estados Unidos fue Barack Obama, mientras que el candidato vicepresidencial Joe Biden fue el 47.º vicepresidente de Estados Unidos. Si ningún candidato presidencial hubiese tenido una mayoría de votos del Colegio Electoral, el presidente hubiese sido electo por la Cámara de Representantes de los Estados Unidos, que hubiese votado por Estados, y a cada Estado le correspondería un voto. Asimismo, si no se hubiese producido mayoría en votos para el cargo de vicepresidente, el Senado de los Estados Unidos hubiese sido el encargado de elegirlo, votando mediante cédulas.
Pero nada de esto fue necesario, pues la victoria de Obama fue incuestionable. De hecho, el candidato demócrata logró ese día el apoyo de estados que llevaban muchos años sin apoyar a su partido, tales como Carolina del Norte (la última vez había sido en 1976), o Indiana y Virginia (1964). En cuanto al voto popular, Obama obtuvo el respaldo de 69 498 516 votantes, siendo la cifra más alta jamás lograda por un candidato presidencial hasta esa fecha.
El presidente republicano en ejercicio, George W. Bush, no era elegible para postular por un tercer mandato debido a los límites de mandato establecidos por la 22° Enmienda. McCain consiguió la nominación republicana en marzo de 2008, derrotando a los exgobernadores Mitt Romney, Mike Huckabee y otros rivales. Las primarias demócratas estuvieron marcadas por una fuerte contienda entre Obama y la favorita inicial, la ex primera dama y senadora Hillary Clinton. La victoria de Clinton en las primarias de New Hampshire la convirtió en la primera mujer en ganar las primarias presidenciales de un partido importante. Después de una larga temporada de primarias, Obama consiguió la nominación demócrata en junio de 2008.
Tal y como ocurrió en la elección presidencial de 2004, la asignación de los votos electorales a cada estado se basó parcialmente en el censo de Estados Unidos correspondiente al año 2000. El presidente y vicepresidente electos tomaron posesión de los cargos el martes 20 de enero de 2009.
Simultáneamente se desarrollaron las elecciones a la Cámara de Representantes y, en treinta y tres estados, se eligieron igual número de senadores. También fueron elegidos los gobernadores de once estados.

## Características de la elección presidencial de 2008

### Primeras elecciones sin titulares actuales en 80 años
Cuando un presidente deja el cargo, a menudo se considera al vicepresidente como su sucesor legítimo, al menos ante su partido político.
En las últimas tres administraciones presidenciales con un saliente presidente tras dos mandatos (las de Eisenhower, Reagan, y Clinton), el vicepresidente correspondiente asumió inmediatamente la carrera para la presidencia (Richard Nixon perdió las elecciones presidenciales en 1960, George H. W. Bush las ganó en 1988, mientras que Al Gore perdió las celebradas en 2000).
En las elecciones presidenciales de 1968, Lyndon Johnson decidió al principio buscar la reelección. Se presentó a las primarias de Nuevo Hampshire y ganó, pero posteriormente, en un discurso televisado a nivel nacional, anunció que no buscaría la reelección. El entonces vicepresidente Hubert Humphrey decidió presentarse y se convirtió en el candidato por el Partido Demócrata.
El resto de los últimos vicepresidentes, como Dan Quayle y Walter Mondale han participado también en la carrera hacia la Casa Blanca en diversas ocasiones. Mondale sucedió como candidato de su partido a su presidente Jimmy Carter, tras su primer y único mandato. Sin embargo, Quayle no consiguió ganar la nominación a la candidatura a la presidencia.
El exvicepresidente de Estados Unidos, Dick Cheney, anunció durante su mandato que nunca se presentaría a la elección, afirmación que reiteró en 2004. Durante el programa Fox News Sunday, Cheney declaró: "Lo diré tan claro como pueda hacerlo... Si salgo nominado, no me presentaré; si salgo elegido, no tomaré posesión del cargo." La carrera hacia la Casa Blanca de 2008 no contará, de esta manera, con ningún candidato titular de un cargo en la actualidad, siendo unas elecciones “abiertas” en la que ni el presidente ni el vicepresidente actuales serán candidatos.
Al no cambiar Cheney de parecer, las elecciones de 2008 se convirtieron en la primera ocasión desde 1928 (80 años) en la que ni el presidente ni el vicepresidente participaron en la carrera por la presidencia.

### "Las elecciones más caras de la historia de Estados Unidos"
En enero de 2007, el presidente de la Comisión de Elecciones Federales, Michael Toner, afirmó que las elecciones presidenciales estadounidenses de 2008 se convertirán en “las más caras en toda la historia estadounidense”. Toner estimó que las elecciones de 2008 serían unas “elecciones de 1000 millones de dólares” y que para que se le tome en serio, un candidato necesitará reunir al menos 100 millones de dólares para finales de 2007.
Los costes de las campañas presidenciales han aumentado de manera significativa en los últimos años. Una fuente informó que si se unen los costes de las campañas (para las primarias, las generales y las convenciones políticas) tanto del partido demócrata como del republicano, estos costes han experimentado un incremento de más del doble en ocho años ($448,9 millones en las elecciones presidenciales de 1996, $649,5 millones en las elecciones de 2000, y $1.016,5 millones en las elecciones de 2004).

## Nominaciones

### Partido Demócrata
| Boleto del Partido Demócrata de 2008                   |                                                        |
| Barack Obama                                           | Joe Biden                                              |
| Candidato a la Presidencia                             | Candidato a la Vicepresidencia                         |
|                                                        |                                                        |
| Senador de los Estados Unidos por Illinois (2005–2008) | Senador de los Estados Unidos por Delaware (1970–2009) |
| Campaña                                                |                                                        |
|                                                        |                                                        |

Candidatos retirados:
- Hillary Clinton, senadora por Nueva York y exprimera dama de los Estados Unidos bajo la presidencia de Bill Clinton
- Mike Gravel exsenador por Alaska
- Tom Vilsack, gobernador de Iowa
- Joe Biden, senador por Delaware
- Christopher Dodd, Senador por Connecticut
- Bill Richardson, gobernador de Nuevo México
- Dennis Kucinich, Congresisita de Ohio
- John Edwards, exsenador de Carolina del Norte y nominado para Vicepresidente en el Elecciones presidenciales de 2004

### Partido Republicano
Candidatos elegidos por el Partido Republicano:
| Boleto del Partido Republicano de 2008                |                                      |
| John McCain                                           | Sarah Palin                          |
| Candidato a la Presidencia                            | Candidata a la Vicepresidencia       |
|                                                       |                                      |
| Senador de los Estados Unidos por Arizona (1987-2018) | 9° Gobernadora de Alaska (2006–2009) |
|                                                       |                                      |

Candidatos retirados:
- Ron Paul, Congresista de Texas
- Jim Gilmore, exgobernador de Virginia y expresidente del Partido Republicano
- Mike Huckabee, exgobernador de Arkansas
- Tommy Thompson, exgobernador de Wisconsin y ex-Secretaria de Salud y Servicios Humanos
- Sam Brownback, Senador por Kansas
- John H. Cox
- Tom Tancredo, Congesista por Colorado
- Duncan Hunter Congresista por California
- Fred Thompson, exsenador por Tennessee
- Rudolph Giuliani, exalcalde por Nueva York
- Mitt Romney, gobernador del estado de Massachusetts

### Candidatos de terceros partidos y candidaturas independientes

#### Ralph Nader

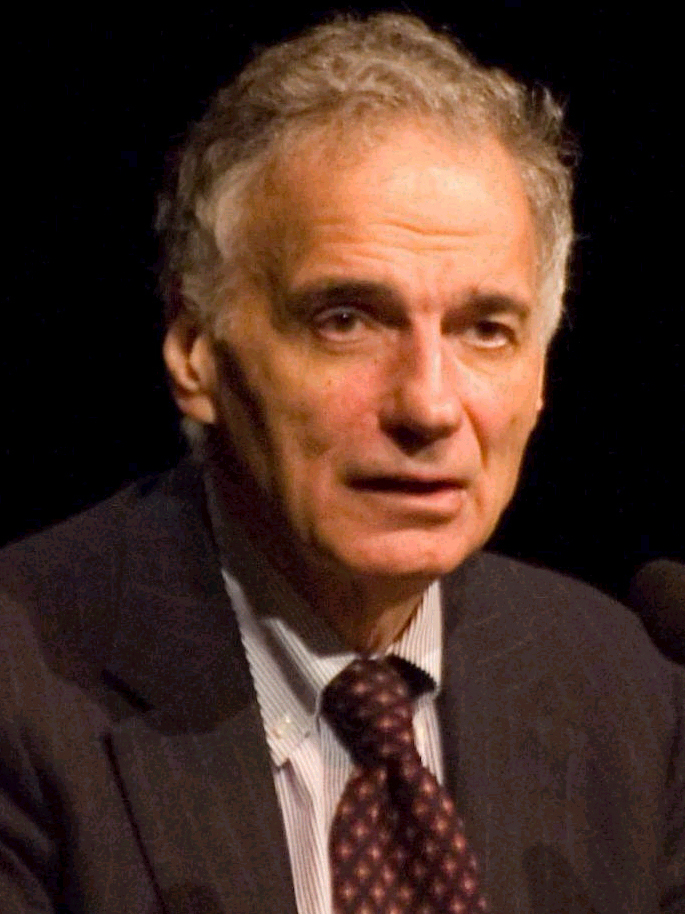
Ralph Nader, candidato independiente a la presidencia
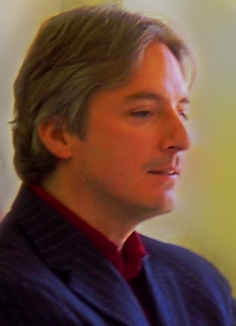
Matt Gonzalez, candidato a vicepresidente

#### Partido Libertario
Candidatos por el Partido Libertario:

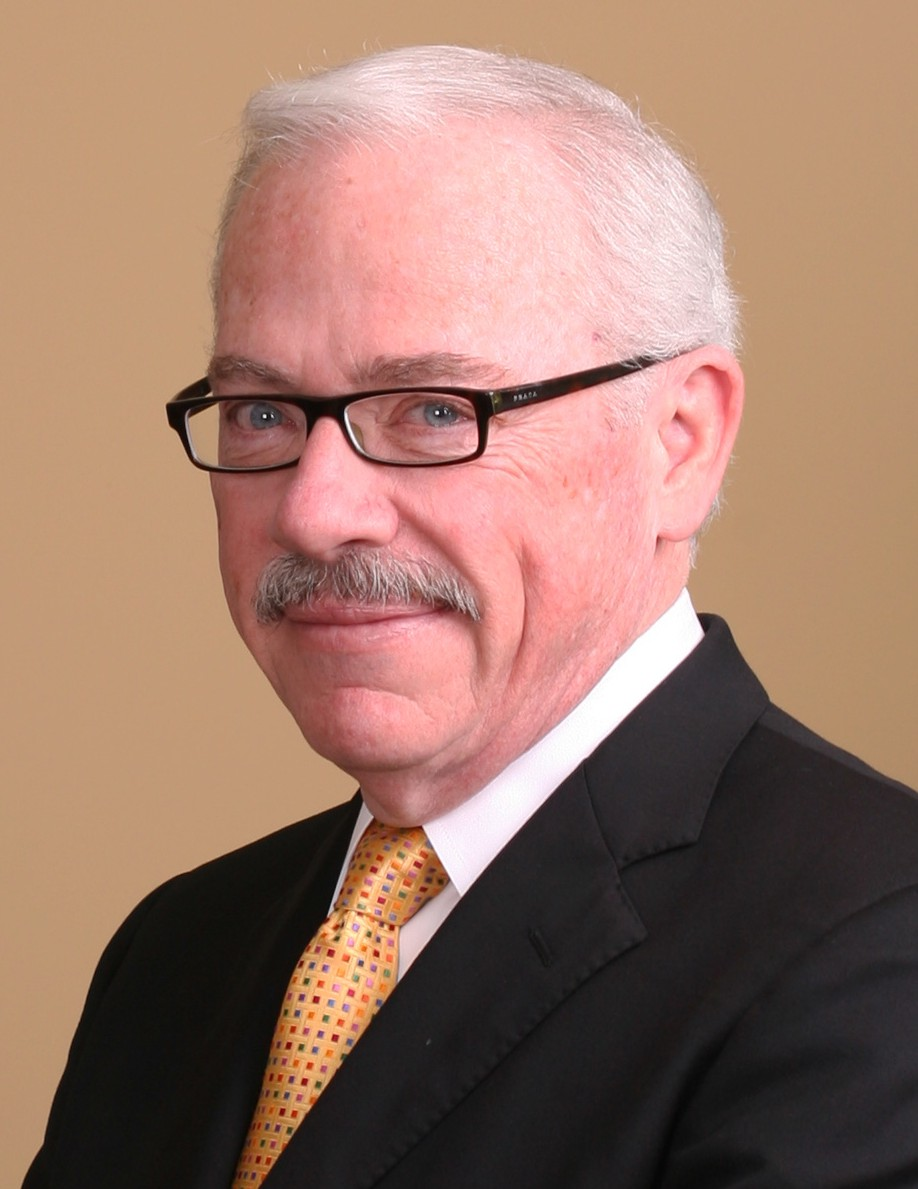
Bob Barr, ex-congresista, candidato a la presidencia

#### Partido de la Constitución
Candidatos por el Partido de la Constitución:

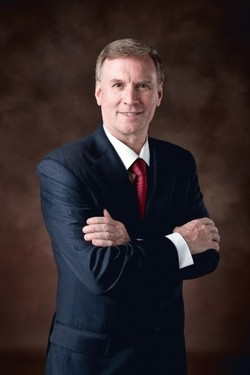
Candidato presidencial Chuck Baldwin
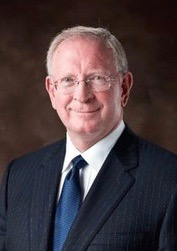
Candidato a la vicepresidencia Darrell Castle.

#### Partido Verde
Candidatos por el Partido Verde:

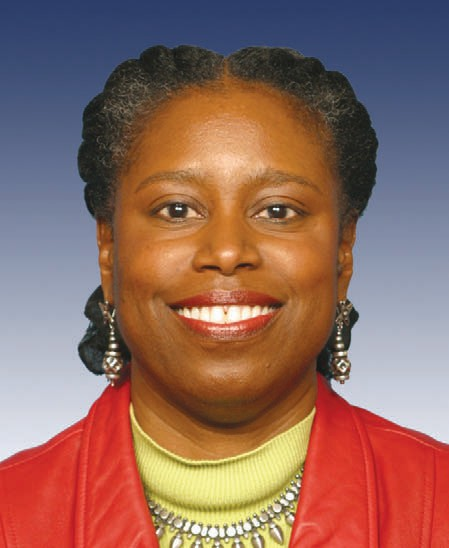
Cynthia McKinney, ex-congresista, candidata a la presidencia
Rosa Clemente, candidata a la vicepresidencia

#### Partido Independiente
Candidatos por el Partido Independiente:

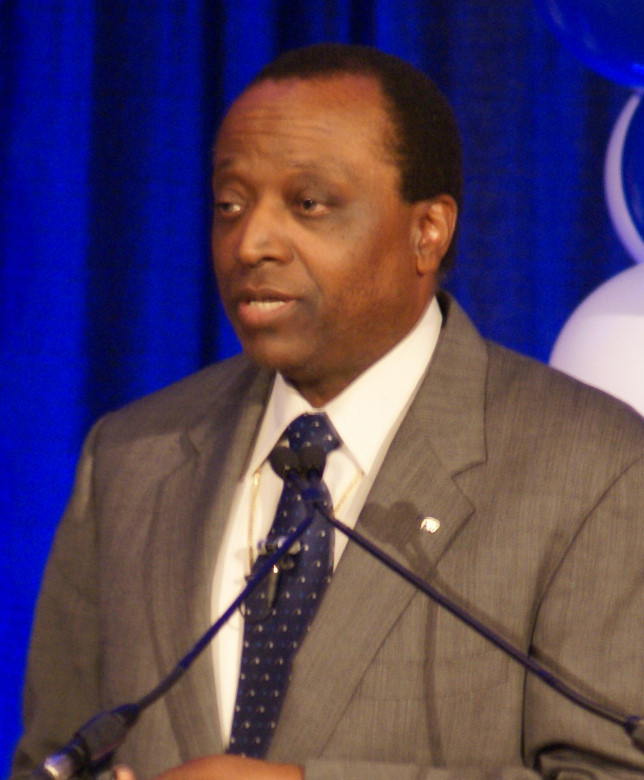
Alan Keyes, antiguo embajador, candidato a la presidencia
Brian Rohrbough, candidato a la vicepresidencia

#### Partido Boston Tea
- Charles Jay, aspirante a la presidencia.
- Thomas L. Knapp, nominado por el partido para optar a la vicepresidencia.

#### Partido de la Prohibición
- Gene Amondson, candidato a la presidencia.
- Leroy Pletten, candidato a la vicepresidencia

#### Partido de la Reforma de los Estados Unidos
Ted Weill de Misisipi fue elegido como el candidato presidencial del Partido de la Reforma de los Estados Unidos en la convención nacional del 20 de julio de 2008 en Dallas, Texas.
- Frank McEnulty de California es el candidato a vicepresidente.

#### Partido Socialista
Candidatos por el Partido Socialista de los Estados Unidos:

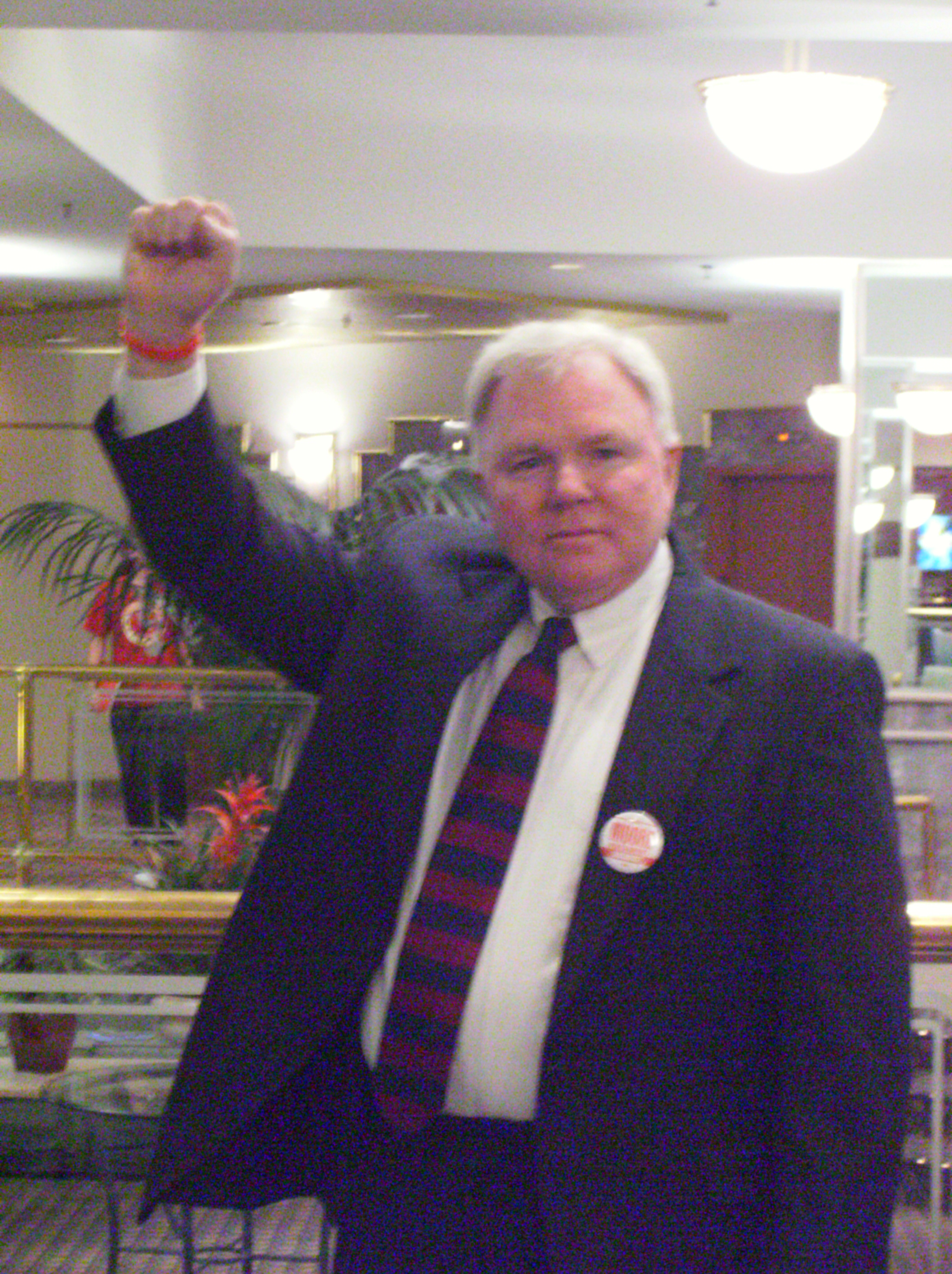
Brian Moore, antibelicista, candidato a la presidencia
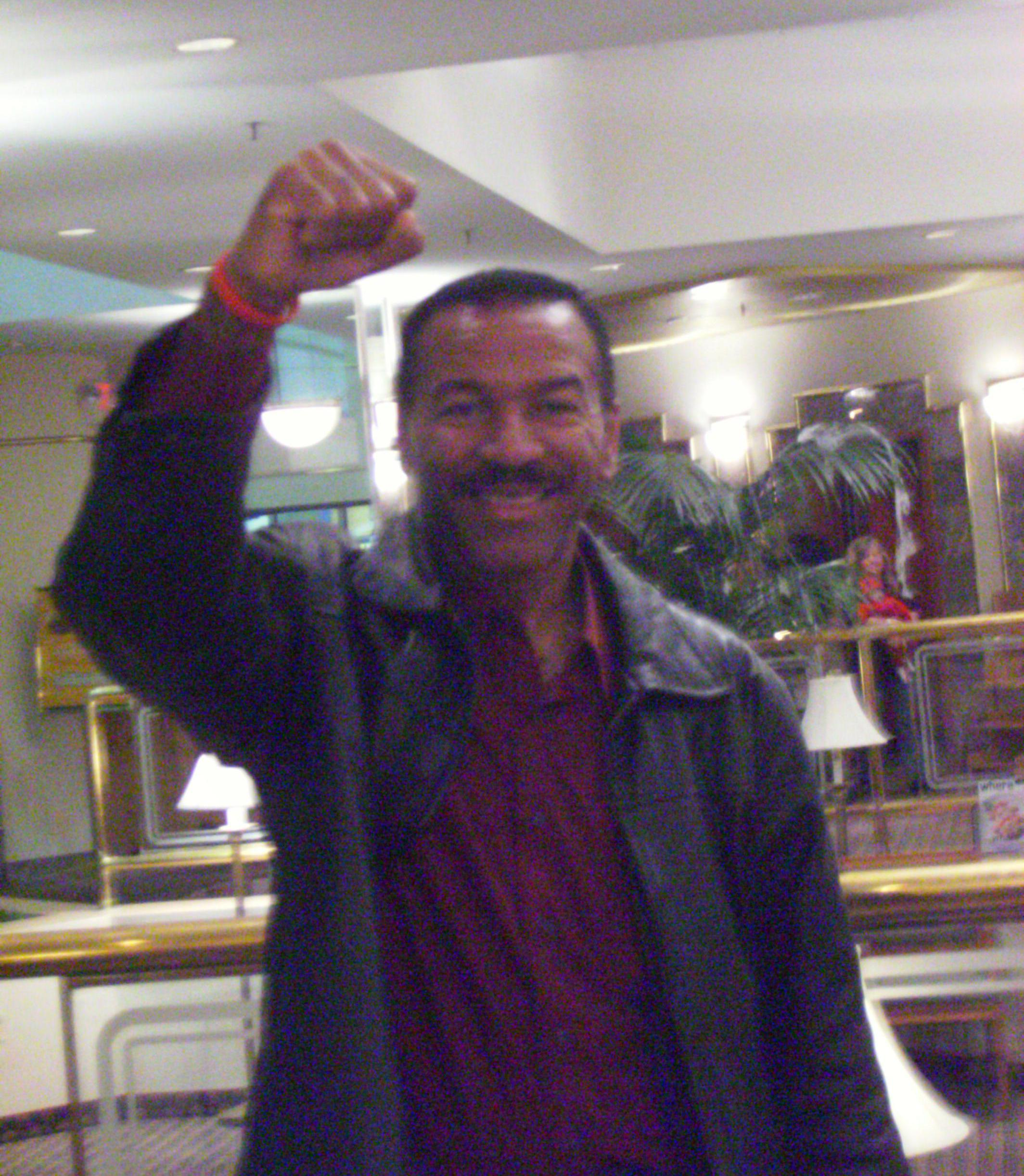
Stewart Alexander candidato a vicepresidente

#### Partido Socialista de los Trabajadores
Candidatos del Partido Socialista de los Trabajadores:
- Róger Calero, a la presidencia.
- Alyson Kennedy, nominado por su partido a la vicepresidencia.

#### Partido por el Socialismo y la Liberación
Candidatos del Partido por el Socialismo y la Liberación:

Eugene Puryear aspira a vicepresidente

## Campaña electoral

### Temas principales

#### Irak
Hasta el inicio de la crisis financiera de 2008, la impopular guerra de Irak fue un tema clave durante la campaña. John McCain apoyaba la guerra, mientras que Barack Obama se oponía a ella (la oposición temprana y firme de Obama a la guerra lo ayudó a destacarse frente a los demás candidatos demócratas durante las primarias, así como ante un electorado cansado de la guerra durante la campaña general). Aunque McCain lo planteó como una presencia en tiempos de paz, similar a la que Estados Unidos mantenía en Alemania y Japón después de la Segunda Guerra Mundial,su declaración de que el país podría permanecer en Irak entre 50 y 100 años resultó costosa. Obama la utilizó en su contra como parte de su estrategia para vincularlo con el impopular presidente Bush.
El apoyo de John McCain al aumento de tropas implementado por el general David Petraeus—una de varias medidas a las que se atribuye la mejora de la situación de seguridad en Irak— pudo haber reforzado la posición de McCain sobre el tema en la percepción de los votantes. McCain (quien respaldó la invasión) argumentaba que su apoyo al exitoso aumento demostraba su juicio superior. Sin embargo, Obama se apresuró a recordar a los votantes que no habría sido necesario un “aumento” si no hubiera habido una guerra en primer lugar, cuestionando así el criterio de McCain.

#### Impopularidad de Bush
George W. Bush se había vuelto cada vez más impopular entre los estadounidenses hacia finales de 2005, en parte debido a la creciente desaprobación de la guerra de Irak tanto a nivel nacional como internacional, así como al manejo de Bush de la crisis financiera de 2008 y del huracán Katrina en 2005. Para cuando Obama fue elegido presidente de los Estados Unidos el 4 de noviembre de 2008, la aprobación de Bush se encontraba en niveles bajos, entre el 20 % y el 25 %, mientras que su desaprobación crecía notablemente, situándose en un 60 % alto e incluso llegando al 70 % bajo en algunas encuestas.Las encuestas mostraban de forma constante que su índice de aprobación entre los votantes estadounidenses promediaba alrededor del 30 por ciento.

#### Cuestión de la edad

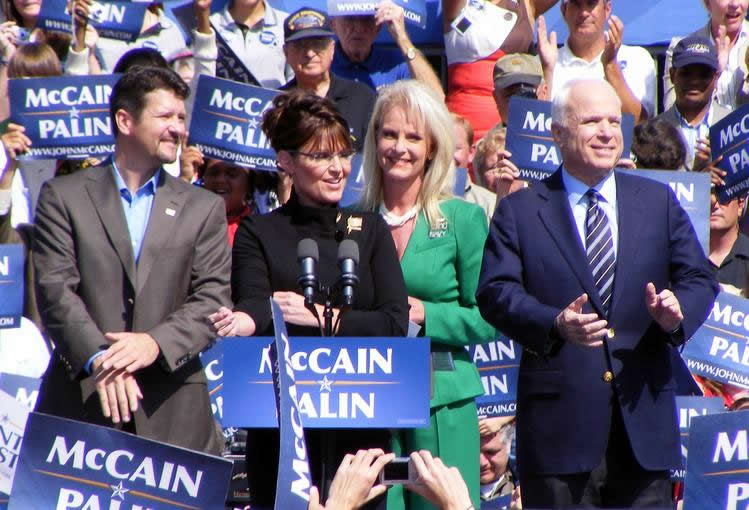
Los Palin y los McCain en campaña en Fairfax, Virginia, el 10 de septiembre de 2008, tras la Convención Nacional Republicana.

Similar a la campaña presidencial del senador Bob Dole en 1996, una de las críticas más comunes dirigidas contra McCain fue la cuestión de su edad: cumplió 72 años en agosto, y existía una preocupación generalizada por la idea de elegir a un hombre que tendría 80 años al finalizar dos mandatos completos (el presidente de mayor edad hasta entonces, Ronald Reagan, dejó el cargo en enero de 1989 con casi 78 años).Además, McCain sufría las secuelas de su cautiverio en Vietnam del Norte y, según se informaba, tenía dificultades para levantar los brazos por encima de la cabeza. Su edad, en particular, era vista como una desventaja frente al juvenil senador Obama, casi veinticinco años menor.McCain, en comparación, había nacido antes de la Segunda Guerra Mundial y pertenecía a la Generación Silenciosa.Al igual que Bob Dole, McCain intentó contrarrestar estas críticas publicando todos sus registros médicos,algo que Obama no hizo. Cindy McCain, su esposa, desestimó las preocupaciones sobre su salud argumentando: “El verano pasado fuimos de excursión al Gran Cañón y [John] estuvo genial, no tuvo ningún problema en seguirnos el ritmo”.McCain también apareció en varios actos de campaña junto a su madre, aún activa a los 95 años. En un discurso en la Cámara de Representantes, el congresista por Pensilvania John Murtha criticó la edad de McCain diciendo: “Siete presidentes han ido y venido desde que estoy en el Congreso, y vi el desgaste que el cargo causó en cada uno de ellos”.De haber sido elegido, McCain habría sido el primer presidente nacido en la década de 1930. McCain falleció finalmente en 2018,apenas un año después de que Obama concluyera su segundo mandato.
Al igual que la campaña de Clinton en 1996, Obama evitó referirse directamente a la edad de McCain, prefiriendo en cambio calificar sus ideas y su mensaje como "viejos" y "anticuados". También apeló fuertemente al voto joven y, durante su contienda en las primarias contra Hillary Clinton, había declarado: “Cuando vi desarrollarse la disputa entre los Clinton y [Newt Gingrich] durante los años noventa, me recordó a viejas peleas surgidas en los campus universitarios hace mucho tiempo. Es hora de que una nueva generación tome el relevo”.El uso activo de un Blackberry y otras tecnologías modernas por parte de Obama contrastaba con la confesión del senador de Arizona de que usaba poco el correo electrónico y el internet.El servicio de McCain en Vietnam, aunque atractivo para los baby boomers, era considerado “irrelevante” por los votantes más jóvenes.
Las encuestas mostraban regularmente que el electorado general estaba más equilibrado entre las cualidades de "cambio" y "experiencia" en los candidatos, a diferencia del electorado de las primarias demócratas, que se inclinaba a favor del "cambio" por un margen de casi 2 a 1.Las ventajas de McCain y Obama en cuanto a experiencia y capacidad de generar cambio, respectivamente, se mantuvieron constantes hasta las elecciones del 4 de noviembre. Sin embargo, las encuestas finales previas a la elección revelaron que los votantes consideraban la falta de experiencia de Obama menos problemática que la asociación de McCain con el presidente en funciones, George W. Bush,una relación que la campaña de Obama enmarcó retóricamente durante toda la temporada electoral como “más de lo mismo”.

### Lemas de campaña
- John McCain (Republicano): Peace · Prosperity · Reform (Paz, prosperidad, reforma)
- Barack Obama (Demócrata): Change we can believe in (El cambio en el que podemos creer)
- Ralph Nader (Independiente): People fighting back (La resistencia de la gente)
- Bob Barr (Libertario): Liberty for America (Libertad para Estados Unidos)
- Cynthia McKinney (Verde): Vote truth (Vota por la verdad)

## Resultados electorales

### Resultados generales

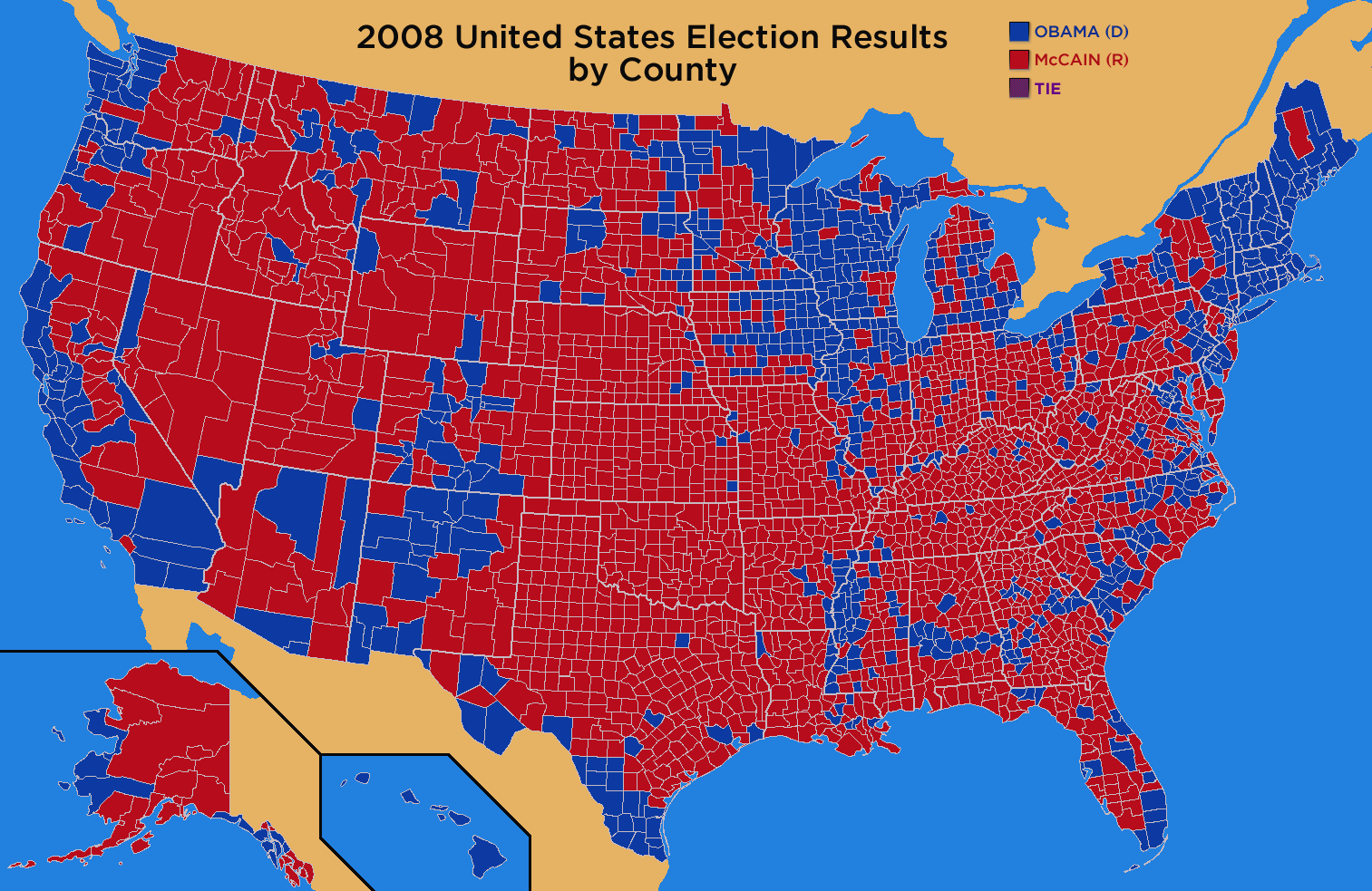
Voto popular por municipio o condado. El rojo representa los condados ganados por McCain, y el azul los condados ganados por Obama. Los estados donde todos sus condados fueron ganados para Obama fueron Connecticut, Hawái, Massachusetts, Nueva Hampshire, Rhode Island y Vermont; los estados donde sus condados fueron ganados por McCain fueron Alaska y Oklahoma.

De los 3.154 condados/distritos/ciudades independientes que presentaron resultados, McCain ganó la mayoría de los votos populares en 2.270 (71,97%), mientras que Obama obtuvo 884 (28,03%).
Los totales de votos populares provienen del informe oficial de la Comisión Federal de Elecciones. Los resultados de la votación electoral fueron certificados por el Congreso el 8 de enero de 2009.
|  | 52.93 % |

|  | 45.65 % |

|  | 0.56 % |

|  | 0.40 % |

|  | 0.15 % |

|  | 0.12 % |

|  | 0.04 % |

|  | 0.15 % |

|  | 100 % |

| \| Voto popular \| Voto popular \| Voto popular \| Voto popular \| Voto popular \| \| ------------ \| ------------ \| ------------ \| ------------ \| ------------ \| \| \| \| \| \| \| \| Obama \| Obama \| \| 52.92 % \| 52.92 % \| \| McCain \| McCain \| \| 45.66 % \| 45.66 % \| \| Nader \| Nader \| \| 0.56 % \| 0.56 % \| \| Barr \| Barr \| \| 0.40 % \| 0.40 % \| \| Baldwin \| Baldwin \| \| 0.15 % \| 0.15 % \| \| McKinney \| McKinney \| \| 0.12 % \| 0.12 % \| \| Keyes \| Keyes \| \| 0.04 % \| 0.04 % \| \| Otros \| Otros \| \| 0.15 % \| 0.15 % \| |          |  |         |         |
| Voto popular |          |  |         |         |
| |          |  |         |         |
| Obama | Obama    |  | 52.92 % | 52.92 % |
| McCain | McCain   |  | 45.66 % | 45.66 % |
| Nader | Nader    |  | 0.56 %  | 0.56 %  |
| Barr | Barr     |  | 0.40 %  | 0.40 %  |
| Baldwin | Baldwin  |  | 0.15 %  | 0.15 %  |
| McKinney | McKinney |  | 0.12 %  | 0.12 %  |
| Keyes | Keyes    |  | 0.04 %  | 0.04 %  |
| Otros | Otros    |  | 0.15 %  | 0.15 %  |

| \| Voto electoral \| Voto electoral \| Voto electoral \| Voto electoral \| Voto electoral \| \| -------------- \| -------------- \| -------------- \| -------------- \| -------------- \| \| \| \| \| \| \| \| Obama \| Obama \| \| 67.84 % \| 67.84 % \| \| McCain \| McCain \| \| 32.16 % \| 32.16 % \| |        |  |         |         |
| Voto electoral |        |  |         |         |
| |        |  |         |         |
| Obama | Obama  |  | 67.84 % | 67.84 % |
| McCain | McCain |  | 32.16 % | 32.16 % |

### Resultados por estado
Votos populares obtenidos por los 2 principales candidatos en cada estado.
| Estados/distritos ganados por McCain/Palin |
| Estados/distritos ganados por Obama/Biden  |
| Estados/distritos aún sin decidirse        |

Las proyecciones están basadas en la cobertura televisiva. En negrita es la candidatura con mayor número de votos obtenidos.
| Estado              | McCain    | Obama     | Nader  | Barr   | Baldwin | McKinney | Otros/notas     |
| ------------------- | --------- | --------- | ------ | ------ | ------- | -------- | --------------- |
| Alabama             | 1,264,879 | 811,764   | 6,616  | 4,984  | 4,303   |          |                 |
| Alaska              | 136,348   | 80,340    | 2,677  | 1,223  | 1,090   |          |                 |
| Arizona             | 1,080,606 | 907,344   | 9,806  | 11,018 |         | 2,967    |                 |
| Arkansas            | 632,187   | 418,289   | 12,819 | 4,709  | 4,002   | 3,433    | La Riva 1,089   |
| California          | 4,075,470 | 6,679,106 | 81,434 | 51,530 |         | 28,624   | Keyes 30,787    |
| Colorado            | 1,020,135 | 1,216,793 | 12,542 | 10,264 | 5,872   | 2,573    | Allen 310       |
| Connecticut         | 614,584   | 973,302   | 11,522 | 9,376  | 5,419   |          |                 |
| Dakota del Sur      | 203,002   | 170,877   | 4,267  | 1,835  | 1,895   |          |                 |
| Delaware            | 151,667   | 247,386   | 2,401  | 1,108  | 626     | 385      |                 |
| D. C.               | 14,821    | 210,403   | 851    |        |         | 498      |                 |
| Florida             | 3,939,380 | 4,143,957 | 27,365 | 16,733 | 7,692   | 2,791    |                 |
| Georgia             | 2,022,409 | 1,811,198 |        | 28,420 |         |          |                 |
| Hawái               | 110,848   | 298,621   | 3,461  | 1,226  | 945     | 894      |                 |
| Idaho               | 402,989   | 235,219   | 7,096  | 4,725  | 3,649   |          |                 |
| Illinois            | 1,970,612 | 3,265,509 | 30,311 | 19,004 |         | 11,562   |                 |
| Indiana             | 1,341,101 | 1,367,264 |        | 29,196 |         |          |                 |
| Iowa                | 677,508   | 818,240   | 7,963  | 4,608  | 4,403   | 1,495    |                 |
| Kansas              | 685,541   | 499,979   | 10,242 | 6,564  | 4,051   |          |                 |
| Kentucky            | 1,470,160 | 1,081,074 | 11,523 | 8,487  | 8,163   |          |                 |
| Luisiana            | 1,147,603 | 780,981   | 6,991  |        | 2,579   | 9,184    |                 |
| Maine               | 296,198   | 421,484   | 10,763 | 9,903  |         | 2,874    |                 |
| Maryland            | 899,372   | 1,481,303 | 13,701 | 9,166  | 3,415   | 4,373    |                 |
| Massachusetts       | 1,104,284 | 1,891,083 | 28,520 | 12,999 | 5,023   | 6,528    |                 |
| Míchigan            | 2,044,405 | 2,867,680 |        | 23,962 | 14,973  | 9,123    |                 |
| Minnesota           | 1,275,653 | 1,573,246 |        | 9,176  | 6,787   | 5,172    |                 |
| Misisipi            | 684,475   | 517,899   |        | 2,416  | 2,441   | 1,086    |                 |
| Misuri              | 1,444,289 | 1,439,321 | 17,769 | 11,355 | 8,181   | 958      |                 |
| Montana             | 236,513   | 220,401   | 3,570  | 1,300  |         |          | Paul 10,499     |
| Nebraska            | 439,665   | 316,189   | 5,225  | 2,228  | 2,918   | 989      |                 |
| 1.er Dist.          | 146,140   | 118,588   | 1,934  | 906    | 1,023   | 392      |                 |
| 2.º Dist.           | 132,908   | 134,168   | 1,502  | 533    | 560     | 292      | Correo          |
| 3.er Dist.          | 167,212   | 71,867    | 1,789  | 789    | 1,335   | 305      |                 |
| Nevada              | 411,988   | 531,884   | 6,140  | 4,258  | 3,197   | 1,408    |                 |
| Nueva Hampshire     | 316,937   | 384,591   | 3,429  | 2,173  |         |          |                 |
| Nueva Jersey        | 1,540,907 | 2,073,934 |        | 8,017  | 4,724   | 3,941    |                 |
| Nuevo México        | 334,298   | 454,291   | 5,059  | 2,325  | 1,537   | 1,549    |                 |
| Nueva York          | 2,573,368 | 4,357,360 | 37,975 | 22,520 |         | 12,015   |                 |
| Carolina del Norte  | 2,109,698 | 2,123,390 |        | 25,419 |         |          | Escrito: 14,195 |
| Dakota del Norte    | 168,523   | 141,113   | 4,234  | 1,064  | 1,053   |          |                 |
| Ohio                | 2,502,218 | 2,708,988 | 39,445 | 18,529 | 12,782  | 7,889    |                 |
| Oklahoma            | 959,645   | 502,286   |        |        |         |          |                 |
| Oregón              | 532,078   | 695,695   |        | 5,182  | 5,409   | 3,826    |                 |
| Pensilvania         | 2,586,496 | 3,192,316 | 41,520 | 19,926 |         |          |                 |
| Rhode Island        | 157,317   | 281,209   | 4,648  | 1,322  | 626     | 747      |                 |
| Carolina del Sur    | 1,027,599 | 856,837   | 5,030  | 7,258  | 6,746   | 4,446    |                 |
| Dakota del Sur      | 203,002   | 170,877   | 4,267  | 1,835  | 1,895   |          |                 |
| Tennessee           | 1,487,564 | 1,093,213 |        | 8,559  | 8,185   | 2,490    |                 |
| Texas               | 4,467,748 | 3,521,164 |        | 56,398 |         |          |                 |
| Utah                | 555,497   | 301,771   |        | 6,461  | 11,131  | 908      |                 |
| Vermont             | 96,458    | 203,952   | 3,071  | 991    | 521     |          |                 |
| Virginia            | 1,637,337 | 1,792,502 |        | 10,568 | 7,185   | 2,337    |                 |
| Virginia Occidental | 394,278   | 301,438   | 7,173  |        | 2,458   | 2,355    |                 |
| Washington          | 711,393   | 1,016,973 |        | 6,370  | 4,931   | 2,404    |                 |
| Wisconsin           | 1,258,181 | 1,670,474 | 17,402 | 8,795  | 5,022   | 4,234    |                 |
| Wyoming             | 160,639   | 80,496    | 2,465  | 1,557  | 1,172   |          |                 |

### Colegio electoral
Proyecciones basadas en la cobertura televisiva. En negrita están los votos que van liderando al candidato.

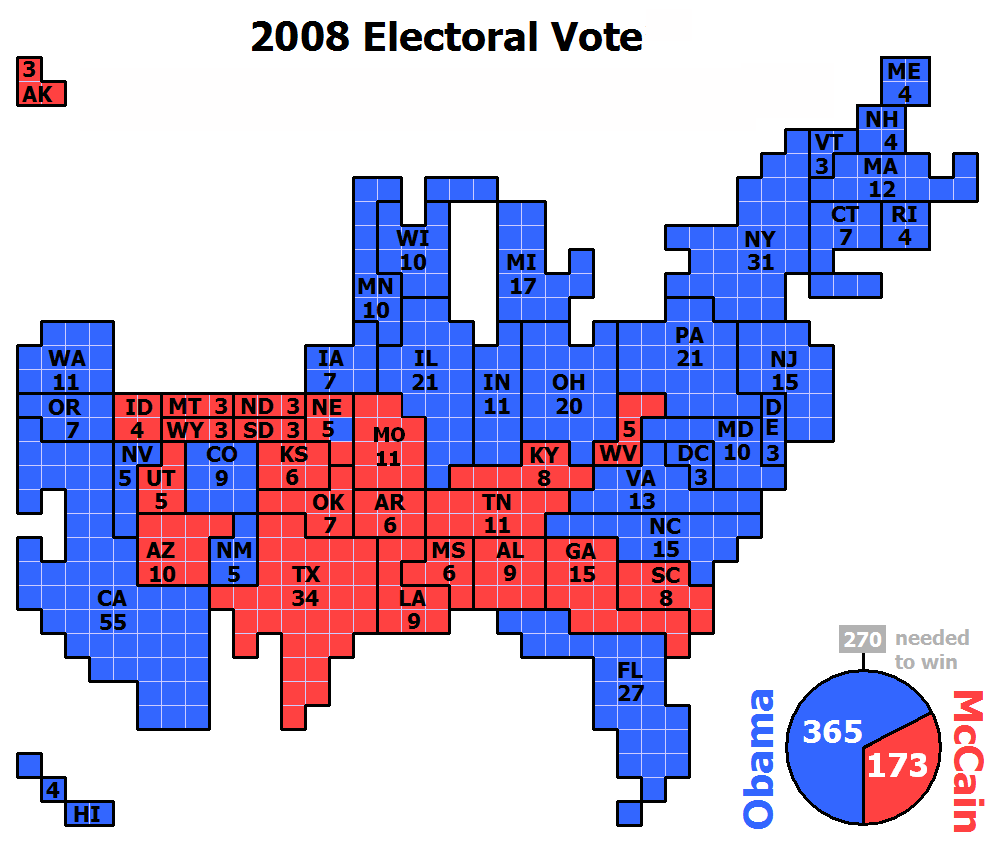
Cartograma de la proyección de votos (basado en el voto popular) con cada rectángulo representando un voto.

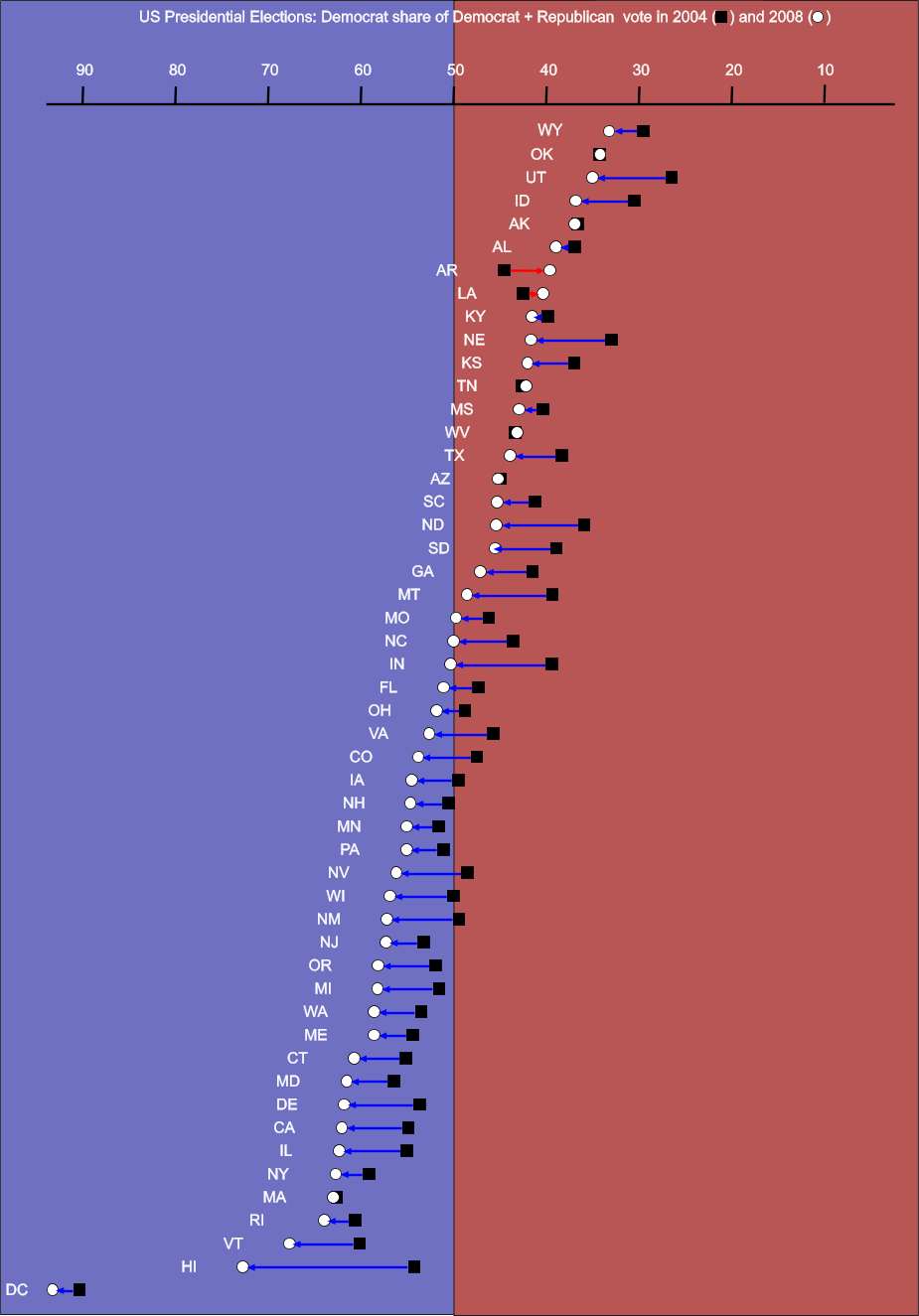
Gráfica del voto electoral por estado (basado en el voto popular) ordenado con el porcentaje del 2008 y comparado con el resultado de las elecciones del 2004.

| State               | McCain | Obama | Otros/Notas                                                   |
| ------------------- | ------ | ----- | ------------------------------------------------------------- |
| Alabama             | 9      | 0     | 0                                                             |
| Alaska              | 3      | 0     | 0                                                             |
| Arizona             | 10     | 0     | 0                                                             |
| Arkansas            | 6      | 0     | Proyecciones de ABC, NBC                                      |
| California          | 0      | 55    | -                                                             |
| Colorado            | 0      | 9     | 0                                                             |
| Connecticut         | 0      | 7     | Proyección de CNN                                             |
| Delaware            | 0      | 3     | Proyección de CNN                                             |
| D.C.                | 0      | 3     | Proyección de CNN                                             |
| Florida             | 0      | 27    |                                                               |
| Georgia             | 15     | 0     | Proyección de CNN                                             |
| Hawái               | 0      | 4     |                                                               |
| Idaho               | 4      | 0     |                                                               |
| Illinois            | 0      | 21    | Proyección de CNN                                             |
| Indiana             | 0      | 11    |                                                               |
| Iowa                | 0      | 7     | Proyección de CNN                                             |
| Kansas              | 6      | 0     | Proyecciones de NBC, ABC                                      |
| Kentucky            | 8      | 0     | Proyecciones de CNN, FOX News                                 |
| Luisiana            | 9      | 0     | Proyecciones de ABC, NBC                                      |
| Maine               | 0      | 2     | Proyección de CNN                                             |
| 1.º Dist.           | 0      | 1     | -                                                             |
| 2.º Dist.           | 0      | 1     | -                                                             |
| Maryland            | 0      | 10    | Proyección de CNN                                             |
| Massachusetts       | 0      | 12    | Proyección de CNN                                             |
| Míchigan            | 0      | 17    | Proyección de CNN                                             |
| Minnesota           | 0      | 10    | Proyección de CNN                                             |
| Misisipi            | 6      | 0     |                                                               |
| Misuri              | 11     | 0     | Resultados Certificados                                       |
| Montana             | 3      | 0     | Proyección de CNN                                             |
| Nebraska            | 2      | 1     | Secretaria de Estado de Nebraska: Resultado de las elecciones |
| 1.er Dist.          | 1      | 0     | -                                                             |
| 2.º Dist.           | 0      | 1     | Omaha World-Herald: Obama gana el voto electoral en Nebraska  |
| 3.er Dist.          | 1      | 0     | -                                                             |
| Nevada              | 0      | 5     | -                                                             |
| Nueva Hampshire     | 0      | 4     | Proyecciones de CNN, FOX News                                 |
| Nueva Jersey        | 0      | 15    | Proyección CNN                                                |
| Nuevo México        | 0      | 5     | Proyecciones de ABC, NBC                                      |
| Nueva York          | 0      | 31    | Proyección de CNN                                             |
| Carolina del Norte  | 0      | 15    |                                                               |
| Dakota del Norte    | 3      | 0     | Proyección                                                    |
| Ohio                | 0      | 20    | Proyecciones de CNN, Fox News                                 |
| Oklahoma            | 7      | 0     | Proyección de CNN                                             |
| Oregón              | 0      | 7     | Proyección de CNN                                             |
| Pensilvania         | 0      | 21    | Proyección                                                    |
| Rhode Island        | 0      | 4     | Proyección de CNN                                             |
| Carolina del Sur    | 8      | 0     | Proyecciones de CNN, NBC                                      |
| Dakota del Sur      | 3      | 0     |                                                               |
| Tennessee           | 11     | 0     | Proyección de CNN                                             |
| Texas               | 34     | 0     | Proyección                                                    |
| Utah                | 5      | 0     | Proyección de CNN                                             |
| Vermont             | 0      | 3     | Proyecciones de CNN, FOX News                                 |
| Virginia            | 0      | 13    | [ 31 ]                                                        |
| Washington          | 0      | 11    | -                                                             |
| Virginia Occidental | 5      | 0     | Proyecciones de CBS, FOX News                                 |
| Wisconsin           | 0      | 10    | Proyección de CNN                                             |
| Wyoming             | 3      | 0     | Proyección de CNN                                             |